# Jakut ló
A jakut ló vagy jakut póni, esetleg csak jakut, a shetlandi pónihoz hasonló tulajdonságokkal rendelkező ritka lófajta. Szibéria jakutföldi területein alakult ki, a 13. században bevándorló jakutokkal érkező házilovakból. Három típusát különböztetjük meg: az északi eredeti, a kisebb déli és a nagyobb déli típust. 

## Leírás
A jakut ló nagyobb, mint a hasonló típusú vagy mongol eredetű fajták. Átlagos magassága 150 cm. Vastag bundája általában pej, sötét pej vagy szürke. Sok egyednek sötét, rácsszerű mintázata van a vállcsúcson. A bundája vastag. Nyáron zsírt raktároz részben a téli hideg ellen, részben tartalék tápanyagnak. Nagyon szívós, nincs szüksége menedékre, noha az északi félteke legzordabb vidékén él. Képesek gondoskodni magukról a hosszú és fagyos tél alatt. A hó alatt megbúvó fűfélékkel és növényekkel táplálkoznak.
Az északi típus a legkeresettebb, durva feje és egyenes nyaka ellenére. Mellkasa széles és mély, lábai rövidek. Patája nagyon erős, képes eltúrni vele a havat és a jeget táplálékszerzés közben. Sörénye és farka vastag és hosszú. Télen a szőrzete 8 cm hosszúra is megnőhet. Az északi típusnak fekete hátszíja van, a mar átlósan csíkozott.  
A nagyobb déli típus a helyi szuntari, megezseki és oljokminszki változatokból alakult ki. A fajta javítása érdekében az utóbbi években ügetőlóval és nehéz igáslóval keresztezték. Jakutföld középső részén nagyon elterjedt. 
A kisebb déli típust nem keresztezték egyetlen „nemesebb” fajtával sem.
Szívós,elviseli a -50 celsius fok hideget is.
A mára kihalt tundra ló leszármazottja.

## Felfedezőutak
A jakut lovak felfedező utakon is részt vettek. 1889–90-ben egy kozák tiszt, Dmitrij Peskov, átlovagolt a kemény szibériai télen Szerij („Szürke”) nevű jakut lován. Összesen 9500 km-t tettek meg.